# ليزلي كلاوديوس
ليزلي كلاوديوس (Leslie Claudius) هو لاعب أولمبي لرياضة هوكي الحقل من الهند. شارك في الأولمبياد الصيفي في 1948–1960، وفاز بما مجموعه 4 ميداليات.
توفي في 20 ديسمبر 2012.

## الميداليات
| ذهب | فضة | برونز | المجموع |
| 3   | 1   | 0     | 4       |

## روابط خارجية
- ليزلي كلاوديوس على موقع اللجنة الأولمبية الدولية (الإنجليزية)
- ليزلي كلاوديوس على موقع أوليمبيديا (الإنجليزية)